# Pseudomerope gallei
Pseudomerope gallei is een fossiele soort schietmot uit de familie Protomeropidae.